# ICC U19-Cricket-Weltmeisterschaft 2026
Die ICC U19-Cricket-Weltmeisterschaft 2026 soll die 16. Austragung der vom International Cricket Council organisierten Junioren Cricket-Weltmeisterschaft sein und soll 2026 erstmals in Namibia und Simbabwe ausgetragen werden. Die U19-Weltmeisterschaft soll im One-Day International-Format stattfinden. Titelverteidiger ist die Auswahl Indiens.

## Spielorte
| Windhoek                   | Simbabwe    |
| -------------------------- | ----------- |
| FNB Namibia Cricket Ground | tba         |
| Kapazität: 7.500           | Kapazität:  |
| Meereshöhe: 1701 m         | Meereshöhe: |
| Eröffnung: 2025            | Eröffnung:  |
| Namibia Cricket Ground     |             |

## Teilnehmer
Die zehn besten Mannschaften der ICC U19-Cricket-Weltmeisterschaft 2024 qualifizierten sich direkt für dieses Turnier, ebenso die Testnation und ICC Full Member Simbabwe als Gastgeber. Namibias Auswahl war nicht direkt qualifiziert, da es nur Associate Member ist und musste sich somit über einen der fünf Startplätze der regionalen Qualifikationsturniere qualifizieren. Der Qualifikationsplatz aus Afrika wurde von Tansania gewonnen.
| - Afghanistan (regionale Qualifikation) - Australien - Bangladesch - England | - Indien - Irland - Japan (regionale Qualifikation) - Neuseeland | - Pakistan - Schottland (regionale Qualifikation) - Simbabwe (Gastgeber) - Sri Lanka | - Südafrika - Tansania (regionale Qualifikation) - Vereinigte Staaten (regionale Qualifikation) - West Indies |